# 大鳍鱼龙属
大鳍鱼龙属（学名：Macropterygius）是鱼龙目的一个属，化石发现于英国晚侏罗世（启莫里期）的启莫里黏土组。尽管全欧洲已有众多标本归入本属，但唯一种三角大鳍鱼龙（M. trigonus）的正模标本仅由单节椎骨组成，无法与其它鱼龙进行区分，因此该属种目前被视为疑名。

## 发现及物种
大鳍鱼龙最初被欧文（1840年）描述为鱼龙属的一个种（三角鱼龙）。其分类历史相当不稳定，部分是因为当初命名该物种时未指定正模标本。1889年，欧文命名三角鱼龙所用标本被认为业已遗失，因此莱德克将几节孤立椎骨选为该物种的“正模标本”，尽管当时尚无新模标本的正式概念。这就造成了一个问题，因为莱德克所选椎骨出自未知沉积物，不一定与欧文命名描述的原始标本有关。当欧文采用的原始正模标本被重新发现后，问题变得愈发复杂，而且也没必要再指定新模标本。该问题直至1993年才正式解决，当时国际动物命名委员会（ICZN）正式宣布莱德克关于“正模标本”的声明不算指定新模标本，而正模标本已被重新发现，因此无需撤销。同一决定（第1734号意见、2779号案件）中，ICZN在属种名列表内增加了大鳍鱼龙属三角种，使二者均成为保留名称。原正模标本现收藏于费城的德雷克塞尔自然科学院，编号为ANSP 10124。
2000年，巴尔德与费尔南德斯发现三角大鳍鱼龙正模标本在大眼鱼龙科之外无法鉴定，故视该属种为疑名。